# Clint Irwin
Dit overzicht is mogelijk incompleet; u kunt helpen door het uit te breiden.
Clinton Irwin (Charlotte, 1 april 1989) is een Amerikaans voetballer die dienstdoet als doelman. Hij verruilde in 2013 Charlotte Eagles voor Colorado Rapids.

## Clubcarrière
Na een aantal jaar in de lagere divisies van de Verenigde Staten en Canada tekende hij na een succesvolle trainingsstage op 21 februari 2013 een contract bij Colorado Rapids. Door een blessure van vaste doelman Matt Pickens kreeg Irwin onverwacht veel speeltijd. Irwin behield ook na het herstel van Matt Pickens zijn plek onder de lat.